# Xantusia riversiana
Xantusia riversiana är en ödleart som beskrevs av den amerikanske paleontologen Edward Drinker Cope 1883. Xantusia riversiana ingår i släktet Xantusia, och familjen nattödlor. IUCN kategoriserar arten globalt som livskraftig.

## Underarter
Arten delas in i följande underarter:
- X. r. reticulata
- X. r. riversiana

## Utbredning
Xantusia riversiana förekommer endemiskt i Kalifornien i USA.